# Fatix Ämirxan
Ämirxanov Möxämmätfatix Zarif ulı, también conocido como Fatix Ämirxan (transcripción árabe del tártaro:فاتح امئرخان; transcripción cirílica:Әмирхан(ов) Фатих (Мөхәммәтфатих) Зариф улы), (1886-1926) publicista, editor y escritor clásico ruso de etnia tártara.
Ämirxan nació en 1886 en Kazán en la Rusia imperial. Su padre fue mulá y fundó la madraza Ämixaniä.
Ämirxan se graduó en la madraza de Möxämmädiä en Kazán, en aquel momento una importante institución educativa tártara. Vivió en Moscú y San Petersburgo de 1906 a 1907 donde realizó una serie de publicaciones infantiles. Más tarde en Kazán sería el editor de Äl-İslax (La renovación), Qoyaş (El sol), Yoldız (La estrella), İdel (Volga), Yalt-yolt (La iluminación) y Añ (La consciencia ).
En sus obras reflexiona sobre los problemas de la sociedad tártara de principios del siglo XX y criticó el dogmatismo y el fanatismo de los bolcheviques. 
Murió de tuberculosis en 1926.

## Obra

### Cuentos
- Fätxulla hazrat (Fätxulla xäzrät) (1909)
- Xäyät (1911)

### Ensayo
- Juventud (Yäşlär) (1913)
- El desigual (Tigezsezlär) (1915),

### Novela
- Medio camino (Urtalıqta) (1912).
- (Uncle Şäfiğulla)(1926)